# Laguna Sterea
Laguna Sterea är en sjö i Argentina.   Den ligger i provinsen Santa Cruz, i den södra delen av landet, 1 900 km sydväst om huvudstaden Buenos Aires. Laguna Sterea ligger 619 meter över havet. Arean är 8,4 kvadratkilometer. Den sträcker sig 3,4 kilometer i nord-sydlig riktning, och 3,9 kilometer i öst-västlig riktning.
Trakten runt Laguna Sterea består i huvudsak av gräsmarker. Trakten runt Laguna Sterea är nära nog obefolkad, med mindre än två invånare per kvadratkilometer.